# Bukovlje (Zreče, Slovenija)
Bukovlje je naselje u slovenskoj Općini Zreču. Bukovlje se nalazi u pokrajini Štajerskoj i statističkoj regiji Savinjskoj. 

## Stanovništvo
Prema popisu stanovništva iz 2002. godine naselje je imalo 213 stanovnika.